# Maj-Stina Borg
Maj-Stina Borg, född 21 september 1912, död 1982, var en svensk författare